# Hostel: Part II
Hostel: Part II (prt: Hostel 2 ou Hostel II; bra: O Albergue 2 ou O Albergue - Parte II) é um filme estadunidense de 2007, dos gêneros suspense e terror, realizado por Eli Roth e produzido por Quentin Tarantino como sequela de Hostel.

## Sinopse
Três jovens norte-americanas, Beth, Lorna e Whitney, a estudar em Roma, preparam-se para partir numa viagem de fim-de-semana quando encontram a jovem modelo da cadeira de artes da faculdade, Axelle. Prestes a partir também para um destino exótico, esta atraente mulher europeia convida-as para se juntarem a ela, assegurando-lhes que poderão relaxar e rejuvenescer numas termas.

## Elenco
- Lauren German - Beth
- Heather Matarazzo - Lorna
- Bijou Phillips - Witney
- Roger Bart - Stuart
- Vera Jordanova - Axelle
- Richard Burgi - Todd
- Jay Hernandez - Paxton
- Jordan Ladd - Stephanie
- Milan Kňažko - Sasha
- Edwige Fenech - Professora de artes
- Stanislav Ianevski - Miroslav
- Patrik Zigo - Líder da gangue
- Zuzana Geislerová - Inya